# Blocs logiques

Inventaire des 48 pièces d'un jeu de blocs logiques ayant 4 formes (cercle, triangle, rectangle, carré), 3 couleurs (Rouge, jaune, bleu) deux tailles (grand, petit) deux épaisseurs (fin, épais)

En didactique des mathématiques, les blocs logiques sont des formes géométriques en bois de différentes tailles, couleurs et épaisseurs. Ils sont destinés à mettre en pratique, de façon ludique, les différents concepts des mathématiques modernes dans l'enseignement primaire.
Nés dans les années 1960, dans la mouvance de l'école Montessori, leur mise en pratique pédagogique a été expérimentée et théorisée par le pédagogue Zoltan Dienes.

## Histoire et motivations
Dès les années 1950, un mouvement, né aux États-Unis, remet au goût du jour les méthodes d'apprentissage développées par Maria Montessori consistant à utiliser la manipulation dans l'apprentissage au niveau primaire. 
C'est le mathématicien et psychologue Zoltan Dienes qui théorise et met en pratique l'usage des blocs logiques dans l’apprentissage des mathématiques. Il affirme s'être inspiré d'un matériel mis au point par William Hull,.  L'importance de la notion de structure qui apparait dans les mathématiques utilisées depuis le début du siècle le pousse à trouver un biais pour familiariser les élèves à cet outil qui lui parait indispensable. Selon Dienes, la pratique de blocs logiques permet de s'entrainer aux concepts nécessaires à la compréhension de la notion d'invariance, la sériation et la classification. Il va donc utiliser une version améliorée de blocs créés par le pédagogue russe Lev Vygotski. Il s'agit de plaques en bois formées de triangles, rectangles, carrés et cercles, de couleur bleu, rouge ou jaune, de deux tailles (grandes ou petites) et de deux épaisseurs (fines ou épaisses) d'abord sous forme de jeu libre, ensuite sous forme de jeux obéissant à des règles logiques. En variant les situations, on peut faire découvrir aux enfants les invariants qui transcendent les contingences liées à une situation particulière. Le but est de leur faire prendre conscience des structures qui permettent de rendre toutes les situations rencontrées équivalentes.

## Activités

### Jeux libres
La première phase d'apprentissage consiste en un jeu libre. On présente aux enfants des blocs logiques et on les laisse les manipuler librement pour construire des objets ou les associer selon leur gré. On les invite à les nommer et les décrire. Quand les enfants ont suffisamment manipulé les pièces, on leur propose des jeux avec contrainte.

### Tris et sélections
On leur propose de trier les pièces selon leur forme, leur taille, leur couleur ou leur épaisseur. On les familiarise à des contraintes plus complexes, comme ranger toutes les pièces bleues et tous les triangles pour leur faire prendre conscience de l'existence d'une intersection. On varie les supports: diagramme de Venn à l'aide de deux cerceaux posés sur le sol, tableau à double entrée, arbre de tri.
|  |  |  |

L'objectif est de leur faire prendre conscience que les représentations sont équivalentes. il s'agit aussi de les familiariser avec les notions ensemblistes d'intersection, d'union, et de complémentaire et les notions logiques de conjonction, disjonction, négation et implication et leur faire percevoir que la négation d'une conjonction est une disjonction.

### Création de séries
Le but est de leur faire manipuler un ou plusieurs critères de tri en leur demandant de créer un train de blocs respectant des contraintes
- train dans lequel un bloc rouge est suivi d'un bloc bleu, lui même suivi d'un bloc jaune, lui-même suivi d'un bloc rouge et ainsi de suite[10];
- train où deux voisins diffèrent sur au moins 2 attributs[11];
- train où deux voisins ont un attribut commun;
- train où deux voisins ont deux attributs communs[10].

## Concepts

### Réseaux logiques
La manipulation des blocs logiques dans les exercices de tris (union, intersection, etc.) peut alors être schématisée par un chemin de tri. Sélectionner les cercles rouges, par exemple, consiste à faire passer les pièces à travers deux portes sélectionnant les rouges et les cercles dans le chemin suivant parcouru de droite à gauche :

Chemin logique pour trier les cercles rouges

et celui sélectionnant les rouges non circulaires est le suivant:

Chemin logique pour trier les pièces rouges non circulaires

Les différents opérateurs logiques apparaissent alors naturellement
Sélectionner les blocs rouges ou ronds peut se faire par le schéma suivant:

Chemin logique pour trier les pièces rouges ou circulaires

et sélectionner les blocs respectant la consigne «Si le bloc est rond, il doit être rouge.» peut se faire par le chemin suivant.

Chemin logique pour trier les pièces vérifiant la contrainte:«Si le bloc est rond alors il doit être rouge»

On peut alors prendre conscience que pour sélection les triangles jaunes, il suffit d'utiliser le réseau triant les cercles rouges en renommant les portes. Chaque schéma représente donc un opérateur logique dont les variables sont les fonctions de tri associées à chaque porte. Les enfants sont alors conduits naturellement à travailler sur les opérateurs logiques et leurs propriétés à l'aide des chemins de tri constitués. 

### Correspondances
L'objectif ici est de se libérer de la contingence des blocs logiques et de montrer qu'il existe d'autres systèmes sur lesquels on peut opérer dans des conditions équivalentes. Il suffit que les objets manipulés possèdent aussi 4 propriétés , une possédant 4 valeurs possibles, 1 possédant 3 valeurs possibles,  et 2 possédant 2 valeurs possibles. Dienes suggère d'utiliser, par exemple, un système d'ensembles contenant de 0 à 3 pierres, de 0 à 2 crayons, 0 ou 1 allumette et 0 ou 1 bouchon. Il s'agit, dans un premier temps, de manipuler ces ensembles d'objets comme on a manipulé les blocs logiques dans des exercices de tri (trouver tous les ensembles possédant exactement un crayon, ranger de manière logique les ensembles possédant 1 crayon ou 1 allumette, etc.).
Dans un second temps, il s'agit de mettre en évidence qu'il y a correspondance entre l'ensemble des blocs logiques et cet ensemble d'ensembles d'objets, car les éléments de ces deux ensembles possède 4 propriétés possédant 4, 3, 2 et 2 valeurs possibles.
En leur donnant la règle du jeu :

Correspondance entre les ensembles ppb et ccab et les blocs logiques "petit rectangle rouge fin" et "grand cercle jaune fin"

- le nombre de pierres indique la forme de l'objet 0=cercle, 1 = carré, 2 = rectangle, 3 = triangle
- le nombre de crayons indique sa couleur : 0 = rouge, 1 = bleu, 2 = jaune
- le nombre d'allumette indique sa taille : 0 = petit, 1 = grand
- le nombre de bouchon indique son épaisseur : 0 = épais, 1= fin

on leur demande d'établir des correspondances. Par exemple:
- l'ensemble contenant 2 pierres et 1 bouchon (ppb) correspond alors au bloc logique rectangle, rouge, petit et fin
- l'ensemble  2 crayons, un allumette et un bouchon (ccab) correspond au cercle, jaune, grand et fin

En variant les supports de manipulation, on peut développer leur niveau d'abstraction.

### Notions de structure
En multipliant les supports, Dienes a aussi pour ambition de faire manipuler aux enfants des structures plus complexes comme des groupes de transformations

#### Isométries du triangle équilatéral
Dienes propose de mener en parallèle
- un jeu de ballon avec 6 partenaires associés par paire (rouge, bleu, jaune) et rangés sur deux triangles selon le schéma ci-dessous. Les enfants peuvent envoyer le ballon à leur partenaire, ou bien à un enfant situé à droite ou gauche dans le même triangle. Un autre enfant indique l'action à entreprendre : garder le ballon, l'envoyer à droite (ou à gauche), le passer à son partenaire. Le jeu peut se compliquer en demandant de le lancer au voisin de droite de son partenaire. On peut faire remarquer que la fille rouge lançant le ballon à sa voisine de droite le lance à la fille en jaune, alors que le garçon rouge à qui on demande la même action l'envoie au garçon bleu.
- un jeu avec des  triangles de blocs logiques (3 couleurs deux épaisseurs) construit pour former un hexagone et sans que deux voisins n'aient la même couleur ni la même épaisseur. Le ballon est remplacé par un caillou posé sur un des triangles.

|  |  |

L'objectif consiste à faire prendre conscience aux enfants qu'une action entreprise au jeu de ballon a son équivalent dans le jeu des blocs logiques : envoyer à son partenaire consiste à passer le caillou sur l'objet de la même couleur et d'épaisseur différente, envoyer à son voisin de droite consiste, pour un caillou sur une pièce fine, à parcourir le cycle de couleurs (RJBR) tandis qu'il parcourt le cycle (RBJR) s'il est sur une pièce grosse. Selon Vienes, l'enfant découvre ainsi en menant les deux jeux en parallèle, un isomorphisme de structure. 

Inventaire des 6 triangles isométriques

On peut aussi associer à chaque situation une position particulière d'une pièce triangulaire avec deux faces (recto-verso) et des sommets identifiés (voir figure), qui représente une des 6 images possibles d'un triangle ABC par une de ses isométries.
Le but est de montrer que les trois jeux, et plus particulièrement deux actions de ces trois jeux, peuvent se résumer par un même schéma logique
- lancer à son voisin de droite = suivre le cycle (RJBR) sur les triangles fins et (RBJR) sur les triangles gros = faire tourner la pièce triangulaire d'un tiers de tour dans les sens des aiguilles d'une montre = flèche simple (S)
- lancer à son partenaire = aller sur un triangle de même couleur mais d'épaisseur différente = retourner la pièce triangulaire selon son axe de symétrie vertical = flèche double (D)

Schéma des deux types d'actions valables pour le jeu du ballon, le jeu de l'hexagone ou les isométries du triangle

Une succession d'actions dans ces trois situations peut donc se résumer par une succession de symboles.
- L'action D puis D revient à ne rien faire (on le notera X) DD=X
- L'action S puis S puis S revient à ne rien faire : SSS=X
- L'action S puis D puis S revient à D : SDS = D

L'idée est alors de s'abstraire des trois jeux et de chercher à prévoir le résultat d'actions plus complexes comme SDSSDSDD à l'aide des trois règles précédemment découvertes.

#### Groupes, corps et espace vectoriel
Ces activités se fondent sur l'hypothèse que l'enfant, dans une situation concrète structurée selon le schéma d'une structure mathématique, développe le même type d'activité mentale qu'un adulte confronté à la structure abstraite. Elles seraient donc utiles pour préparer et aider l'enfant à appréhender le monde abstrait.

##### Groupes
L'idée est de considérer la couleur ou la forme d'une pièce comme un opérateur:
Couleur
- appliquer un objet rouge (R) à un bloc ne change pas sa couleur
- lui appliquer un objet bleu (B) change sa couleur selon le cycle RBJR
- lui appliquer un objet jaune (J) change sa couleur selon le cycle RJBR

Forme
- appliquer un objet circulaire (Ce) à un bloc ne change pas sa forme
- lui appliquer un objet triangulaire (Tr) change sa forme selon le cycle CeTrCaCe
- lui appliquer un objet carré (Ca) change sa forme selon le cycle CeCaTrCe

Une première étape consiste à manipuler les opérateurs (R) (B) et (J) en les appliquant à des blocs, puis de les combiner entre eux : si on applique l'opérateur (J) puis l'opérateur (J) quel sera l'effet sur le bloc initial ? Le but est de faire remarquer que cela revient à appliquer l'opérateur (B) que l'on résume en (J) + (J) = (B). On a donc défini une opération sur les opérateurs "couleur" dont on peut construire le tableau
| + | R | B | J |
| R | R | B | J |
| B | B | J | R |
| J | J | R | B |

Cette addition munit l'ensemble des opérateurs "couleur" d'une structure de groupe isomorphe au groupe cyclique C3. Un même travail peut s'effectuer sur les opérateurs "forme".
On est alors à même de travailler sur un ensemble de 9 opérateurs agissant en même temps sur la forme et la couleur.
| Opérateur | Action sur la couleur     | Action sur la forme           |
| --------- | ------------------------- | ----------------------------- |
| CeR       | Couleur inchangée         | Forme inchangée               |
| CeB       | Application du cycle RBJR | Forme inchangée               |
| CeJ       | Application du cycle RJBR | Forme inchangée               |
| TrR       | Couleur inchangée         | Application du cycle CeTrCaCe |
| TrB       | Application du cycle RBJR | Application du cycle CeTrCaCe |
| TrJ       | Application du cycle RJBR | Application du cycle CeTrCaCe |
| CaR       | Couleur inchangée         | Application du cycle CeCaTrCe |
| CaB       | Application du cycle RBJR | Application du cycle CeCaTrCe |
| CaJ       | Application du cycle RJBR | Application du cycle CeCaTrCe |

On peut alors se poser la même question qu'auparavant : que se passe-t-il sur un bloc si on lui applique l'opérateur CeB puis TrJ? Faire observer ainsi que CeB + TrJ = TrR et faire remplir le tableau de la nouvelle opération + sur l'ensemble des 9 opérateurs:
| +   | CeR | CeB | CeJ | TrR | TrB | TrJ | CaR | CaB | CaJ |
| CeR | CeR | CeB | CaJ | TrR | TrB | TrJ | CaR | CaB | CaJ |
| CeB | CeB | CeJ | CeR | TrB | TrJ | TrR | CaB | CaJ | CaR |
| CeJ | CeJ | CeR | CeB | TrJ | TrR | TrB | CaJ | CaR | CaB |
| TrR | TrR | TrB | TrJ | CaR | CaB | CaJ | CeR | CeB | CeJ |
| TrB | TrB | TrJ | TrR | CaB | CaJ | CaR | CeB | CeJ | CeR |
| TrJ | TrJ | TrR | TrB | CaJ | CaR | CaB | CeJ | CeR | CeB |
| CaR | CaR | CaB | CaJ | CeR | CeB | CeJ | TrR | TrB | TrJ |
| CaB | CaB | CaJ | CaR | CeB | CeJ | CeR | TrB | TrJ | TrR |
| CeJ | CaJ | CaR | CaB | CeJ | CeR | CeB | TrJ | TrR | TrB |

On obtient un groupe à 9 éléments isomorphe à C3 × C3

##### Corps
Sur un ensemble à 3 éléments (3 cubes rouge, bleu et jaune, CuR, CuB et CuJ), on peut définir deux opérations
- une appelée addition + dont la table est analogue à celle du groupe C3
- une appelée multiplication × pour laquelle
  - le cube rouge combiné à tout autre cube donne un cube rouge (le cube rouge absorbe l'autre cube);
  - le cube bleu  combiné à tout autre cube ne le change pas (le cube bleu est neutre);
  - le cube jaune combiné à un autre change le bleu en jaune et le jaune en bleu.

On peut ainsi construire le tableau de ces deux lois qui munissent l'ensemble {CuR, CuB, CuJ} d'une structure de corps isomorphe à {\displaystyle \mathbb {Z} /3\mathbb {Z} }.

##### Espace vectoriel
Puisqu'on dispose d'un corps et d'un groupe, on peut construire un espace vectoriel en définissant la loi externe.
- Un cube rouge agit sur  tout opérateur en le transformant en cercle rouge;
- Un cube bleu agit sur tout opérateur sans le modifier;
- un cube jaune agit sur tout opérateur en permutant les couleurs bleu et jaune et les formes triangle et carré.

Ainsi CuJ • CeB = CeJ et CuJ • TrJ=CaB, ... 
L'objectif est, par un jeu de questions, de faire intégrer tous les axiomes d'un espace vectoriel. 

## Réception
Au moment où Dienes expose ses expériences pédagogiques avec ses blocs logiques, le monde de l'enseignement mathématique est en pleine remise en question. L'enseignement semble figé dans des savoirs et des méthodes anciennes et des pédagogues, comme Célestin Freinet, se demandent comment introduire les mathématiques modernes et les notions abstraites des structures dans l'enseignement primaire. Les livres de Dienes relatant ses expériences sont alors bien reçus. Jean-Marc Lerner les juge supérieures aux méthodes traditionnelles mais aussi aux méthodes se fondant sur les réglettes Cuisenaire ou la pédagogie par motivation naturelle. Des enseignants de toute nationalité se pressent dans les écoles expérimentales de Sherbrooke (Canada) où Dienes poursuit ses expériences. Ses méthodes sont importées au Brésil et en France sous l'impulsion de Lucienne Félix. Elles influent sur la rédaction des programmes scolaires au Québec. Sa boite de blocs logiques qu'il a brevetée et commercialisée se vend dans le monde entier, et fait partie des boites de jeux standard pour les jeunes enfants.
Il reçoit peu de critiques à l'exception notable de Guy Brousseau qui, dès le début, remet en cause les postulats de Dienes. Il reproche à Dienes de croire qu'il suffirait de manipuler une structure dans plusieurs situations pour en acquérir la connaissance et la compréhension et être capable de l'identifier et l'utiliser dans des situations où on ne serait pas guidé par le maitre. Selon lui, dans ces manipulations, la seule tâche de l'élève consiste à découvrir le message caché par le maitre (la structure) dans des jeux où la structure est dans la consigne. Pour lui, la situation doit créer le besoin de la connaissance permettant de résoudre le problème. Ce travers - consistant à remplacer un problème dont le savoir à enseigner permet la résolution, par un problème dont la solution matérielle peut s'obtenir aisément -  porte le nom, en pédagogie du contrat didactique, d'«effet Dienes».
L'abandon des mathématiques modernes sonne le glas de l'utilisation intensive des blocs logiques. Ils restent toutefois utilisés dans les petites classes pour l'enseignement des formes et des grandeurs, manipuler la notion d'ensemble dans des activités de tris et de classements , apprendre à trier suivant un critère et utiliser des diagrammes ou des tableaux .